# Buckland Cars

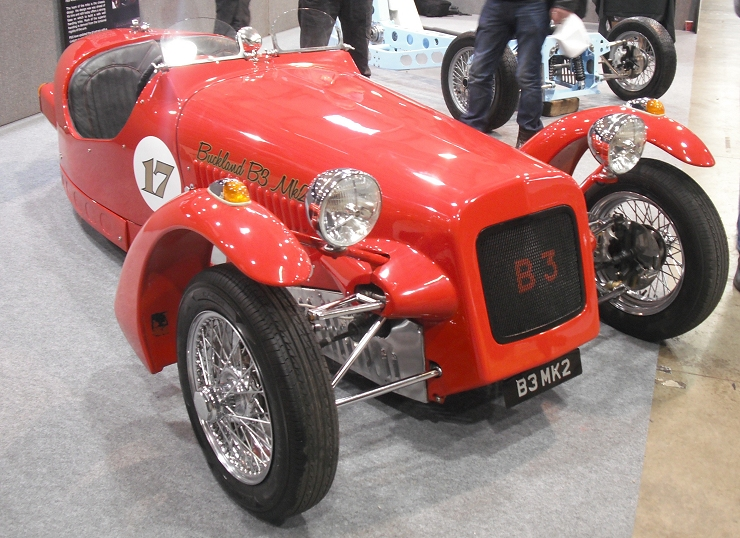
Buckland B 3

Buckland Cars war ein britischer Hersteller von Automobilen.

## Unternehmensgeschichte
Dick Buckland entwickelte ein Automobil und präsentierte es 1985 auf einer Kit-Car-Show in Stoneleigh. Die Produktion und Vermarktung von Automobilen und Kits erfolgte zunächst zusammen mit Laurie Weeks durch die Light Car & Cycle Restoration Company. 1988 gründete er Buckland Cars in seinem Heimatort Llanwern bei Newport in der walisischen Grafschaft Gwent. Der Markenname lautete Buckland. 1999 endete die Produktion, als Dick Buckland erkrankte. Insgesamt entstanden zwölf Exemplare.
Penguin Speed Shop aus Sarn in Flintshire unter Leitung von John Wilcox setzt die Produktion seit 2011 unter Beibehaltung des Markennamens fort.

## Fahrzeuge
Das einzige Modell war der B 3. Es war ein Dreirad mit einzelnem Hinterrad. Die Basis bildete ein Rohrrahmen. Darauf wurde eine offene zweisitzige Karosserie aus Fiberglas montiert. Ein Vierzylindermotor von Ford mit 1300 cm³ Hubraum und 90 bis 100 PS Leistung war vorne im Fahrzeug angeordnet und trieb über eine Kette das Hinterrad an.